# Råtjärnarna (Överluleå socken, Norrbotten, 732183-177158)
Råtjärnarna är en sjö i Bodens kommun i Norrbotten och ingår i Luleälvens huvudavrinningsområde.